# Фарук Бузо
Фарук Бузо (араб. فاروق_بوظو, нар. 3 березня 1938, Дамаск) — сирійський міжнародний футбольний арбітр. Професійний солдат, генерал Повітряних Сил армії Сирії.

## Кар'єра
Фарук Бузо був арбітром ФІФА протягом 1969—1980 років. Найвищим досягненням Фарука стала робота на чемпіонаті світу 1978 року, завдяки якій Бузо став першим сирійським арбітром, який провів матч на чемпіонаті світу, і першим арбітром, який отримав оцінку 10 (найвищий бал) за чудові результати у матчі чемпіонату світу від свого інспектора. Він показав по дві жовті картки у матчі чемпіонату світу між Німеччиною та Мексикою (6:0) німцям та мексиканцям..
| Дата          | Матч    | Команда1 | Рахунок | Команда2 | Місце проведення   |
| ------------- | ------- | -------- | ------- | -------- | ------------------ |
| 6 червня 1978 | Група В | ФРН      | 6 — 0   | Мексика  | Кордова, Аргентина |

Він також провів три матчі на молодіжному чемпіонаті світу 1977 року.

## Після кар'єри
По завершенні кар'єри був генеральним секретарем Сирійської футбольної асоціації з 1976 року та президентом з 1982 року. Також був національним координатором арбітрів і головою арбітражного комітету АФК.